# 홍이석
홍이석(洪以錫, 1687년 ~ 1742년)은 조선의 무신이다. 본관은 남양 (토홍)(南陽 土洪)이다. 자(字)는 여연(汝衍). 1717년(숙종 43년) 정유(丁酉) 식년무과(式年武科)에 병과(丙科)로 급제하여, 1729년 (영조 5) 비변사군관과 1731년 충장위장을 지냈다. 이후 동지, 부호군 등을 거쳐 이성현감을 역임했다. 
남인 문신, 시인 송곡 이서우(松谷 李瑞雨)의 사위이고, 발해고의 저자 실학자 유득공(柳得恭)의 외할아버지이며, 여항 시인 문무자 이옥(李鈺)의 외할아버지이다.

## 생애
1687년(숙종 13)에 태어났으며 생일은 미상이다. 이조참의를 지낸 홍한(洪瀚)의 7대손으로, 증조부는 병마절제사 홍유(洪柔)이고, 할아버지는 길주목사를 지낸 홍우익(洪宇翼)이고, 아버지는 가선대부(嘉善大夫) 경상좌도수사, 경상우도병마절도사(慶尙右道兵馬節度使), 평안도병마절도사(平安道兵馬節度使), 부총관 등을 지낸 홍시주(洪時疇)이며, 어머니는 해주최씨(海州崔氏)이다. 이복 형 홍이하(洪以夏)는 1692년(숙종 28) 한때 언문으로 당대의 서인 고관들을 실명을 언급하면서 비판, 조롱하는 노래를 지었다가 파문을 일으켰다. 아버지 홍시주는 한때 백호 윤휴(尹鑴)의 사당을 세울 것을 청하였다가 헌납 윤성교(尹誠敎)와 정언 이정겸(李廷謙)의 거듭된 탄핵을 받고 파직되기도 했다. 다른 형 홍이징(洪以徵)은 진사시에 합격했는데 무과에 응시하여 합격했다.
친동생 홍이연(洪以淵)은 통덕랑으로 재직 중 무과에 두번 급제하여 가선대부 동지중추부사에 이르렀다.
통덕랑(通德郞)으로 재직 중 1717년(숙종 43년) 정유(丁酉) 식년무과(式年武科)에 병과(丙科)로 급제, 1721년 금위영 무사(武士), 그해 4월 17일 금위영 초관(哨官), 1723년 r금위영 전부 전사 좌초관(前部前司左哨官)이 되고, 그해 5월 5일 친족의 상(喪)으로 사직하였다. 1729년 비변사 군관이 되고, 그해 5월 북한산성의 수비를 담당하였다. 이때 동래 부사(東萊府使) 이광세(李匡世)가 그를 데려가려 하였으나 비변사의 허락 없이 근무지를 이탈할 수 없어 거절하자, 이광세가 그를 곤장을 쳤다가 문제가 되기도 했다.
1731년(영조 7) 3월 17일 충장위장(忠壯衛將), 3월 25일 동지(同知)가 되고, 그해 6월 5일 다시 동지(同知)에 임명되었다가, 12월 3일 부호군(副護軍)에 임명되었다. 1733년 6월 19일 당시 금위영 교련관에 재직중이었다. 1734년(영조 10) 4월 13일 금위영교련관(敎鍊官), 9월 2일 동지(同知)가 되고, 1734년(영조 10) 9월 3일 이조의 인사 때 이성현감(利城縣監)으로 부임하였다.
딸 홍씨가 남편을 잃자 아들 유득공을 데리고 그의 집 근처인 남양 백곡(南陽 白谷)으로 이주하였다. 홍씨는 삯바느질로 아들을 키웠다 한다. 1742년에 사망했다. 묘소는 경기도 남양군 마도면 백곡리(현, 경기도 화성시 마도면 백곡리 211번지)에 있다. 묘비문은 2010년 2월에 후손들이 건립하였다.

## 가족 관계
- 할아버지 : 홍우익(洪宇翼, 1609년 - 1670년)
  - 큰아버지 : 홍시범
  - 작은아버지 : 홍시구(洪時龜, 1653년 - 1728년)
- 아버지 : 홍시주(洪時疇, 1626년 9월 3일 - 1707년 11월 24일)
- 어머니(전모) : 전주이씨
  - 이복형 : 홍이곤(洪夏昆), 요절
  - 이복형 : 홍이하(洪以夏), 무과에 급제하여 선전관이 되었지만 요절했다.
  - 이복형 : 홍이징(洪以徵, 1667년 ~ ?)
  - 이복형 : 홍이부(洪以溥, 1669년 ~ ?)
  - 이복 누나 : 남양홍씨
  - 이복 매부 : 이정장(李廷揚)
- 어머니 : 해주최씨(1656년 ~ 1717년 10월 7일)
  - 누이 : 남양홍씨
  - 매부 : 최도흥(崔道興), 업유(業儒)
  - 동생 : 홍이연(洪以淵, 1696년 ~ ?)
  - 제수 : 의령남씨
  - 동생 : 홍이재(洪以載) 또는 홍이덕(洪以德)
- 서모 : 이름 미상
  - 이복동생 : 홍이준(洪以濬)
- 부인 : 우계이씨(羽溪李氏, ? - ?), 이서우(李瑞雨)의 딸
  - 아들 : 홍정함(洪鼎涵, 1715년 - ?)
  - 며느리 : ?
    - 손자 : 홍휘조(洪徽祚, 1740년 - 1818년)

  - 아들 : ?
  - 딸 : 남양홍씨(1725년 6월 16일 - 1801년 8월 5일)
  - 사위 : 유춘(柳瑃, 1726년 7월 27일 - 1752년 6월 16일)
    - 외손자 : 유득공(柳得恭, 1748년 12월 24일(음력 11월 5일) ~ 1807년 10월 1일(음력 9월 1일))

  - 딸 : 남양홍씨
  - 사위 : 이정린(李廷麟), 우념재 이봉환의 7촌
  - 딸 : 남양홍씨(1738년 1월 21일 - 1812년 12월 8일)
  - 사위 : 이상오(李常五, 1722년 4월 1일 - 1796년 5월 3일)[6]
    - 외손자 : 이옥(李鈺, 1760년 - 1813년 6월 5일), 문무자
    - 외손자 : 이집(李鏶, 1773년 - 1847년)
- 장인 : 이서우(李瑞雨, 1633년 3월 1일 - 1709년 10월 14일)
- 장모 : 이름 미상

## 기타
그의 사위 중 한명인 이상오는 그의 처조모 전주이씨의 친정 오빠 이기축의 증손자였다.
사위 이상오의 본처는 그의 사촌 홍이원(洪以源)의 딸이자 삼촌 홍시구(洪時龜)의 손녀였다. 이상오는 홍이원의 딸 남양홍씨와 사별한 후, 그녀의 6촌이자 본처의 당숙인 홍이석의 딸과 재혼하였다.
화성시 마도면 백곡리 산 115-5에 있던 그의 어머니 해주최씨의 묘는 2012년 4월에 그의 묘 근처로 이장하였다.

## 같이 보기
- 홍시주
- 이서우
- 유득공
- 신후담
- 윤휴
- 이옥
- 강박
- 홍한 묘역

## 참고 문헌
- 승정원일기
- 금위영초등록 (禁衛營抄謄錄)